# 王侑
王侑（1498年—？），或作王郁，字廷獻，广东万州（今海南万宁市）人，锦衣卫校籍，明朝政治人物、同进士出身。

## 生平
行二，治《易經》，顺天府學附學生，顺天府鄉試一百三名舉人，年二十六歲中式嘉靖二年（1523年）癸未科會試第三百九十六名，第三甲第一百二十九名進士。授扶溝縣知县。五年调山东肥城县。

## 家族
曾祖王顯政。祖父王智魁。父王景和，文思院副使。母盛氏。慈侍下。兄王佐，皮作局副使。